# Джанкаро, Пиа
Пиа Джанкаро, (наст. Мария Пиа Джампоркаро, Maria Pia Giamporcaro, 12 марта 1950, Палермо) — итальянская актриса 1970-х годов, снимавшаяся в основном в фильмах категории B: эротических комедиях, спагетти-вестернах, полицейских боевиках, фильмах ужасов, а также в фотокомиксах.

## Биография
Дочь сицилийского железнодорожника и матери-славянки. В 1968 году представляла Италию в конкурсе красоты Мисс Мира. В 1969 году работала на телевидении ассистенткой телеведущего Коррадо Мантони.
В титрах иногда указана как Maria Pia Giancaro и — после заключения брака с римским аристократом Лиллио Сфорца Марескотти Русполи — Мария Пиа Русполи. У неё есть дочь, Гиацинта, родившаяся в 1989 году. После замужества оставила кинематограф.

## Фильмография
- Se t’incontro, t’ammazzo, Джанни Креа (1970)
- Homo Eroticus, Марко Викарио (1971)
- Roma bene, Карло Лидзани (1971)
- È tornato Sabata… hai chiuso un’altra volta!, Джанфранко Паролини (1971)
- Когда женщина играет в динг-донг, Бруно Корбуччи (1971)
- Il furto è l’anima del commercio!?…, Бруно Корбуччи (1971)
- Boccaccio, Бруно Корбуччи (1972)
- Красная королева убивает семь раз, Эмилио Миралья (1972)
- Le mille e una notte all’italiana, СКарло Инфасцелли и Антонио Рачиоппи (1972)
- Mamma… li turchi!, Мауро Стефани (1973)
- Quando i califfi avevano le corna, Амаси Дамиани (1973)
- La mano spietata della legge, Марио Джариаццо (1973)
- Il romanzo di un giovane povero, Чезаре Каневари (1974)
- Malocchio, Марио Сицилиано (1975)
- Geometra Prinetti selvaggiamente Osvaldo, Фердинандо Бальди (1976)
- L’amantide, Амаси Дамиани (1977)